# Roman Musil (atlet)
Roman Musil (* 31. května 1971) je český fyzicky handicapovaný atlet a bývalý tricyklista; narodil se s dětskou mozkovou obrnou. Závodí v kategoriích F33 a F34 (atletika), v cyklistice působil v divizi 2.

## Život
Sportu se věnuje od mala, vrcholovým sportem se zabývá od roku 1994. Na letní paralympiádě 2000 v Sydney startoval jak v atletice, tak v cyklistice, a v pěti startech získal celkem pět medailí, z toho tři zlaté – v oštěpu, kouli a tricyklistické časovce na 1,9 km. Stal se tak nejúspěšnějším českým sportovcem těchto her. Poté se již zaměřil pouze na atletiku, na LPH 2004 v Athénách závodil v hodu diskem (5. místo) a v hodu oštěpem, kde obhájil vítězství. Zúčastnil se i následujících Letních paralympijských her v Pekingu, kde v disku vybojoval bronz, v oštěpu skončil čtvrtý a v kouli sedmý. Zúčastnil se také mistrovství Evropy i světa, kde v průběhu let získal několik medailí. Na mistrovství světa 2002 v Lille získal zlatou medaili v kouli a stříbrnou v disku, na evropském šampionátu 2003 v Assenu zlato ve vrhu koulí a hodu oštěpem a stříbro v disku, mistrovství Evropy 2005 v Espoo vybojoval zlaté medaile v kouli a disku, a na světovém šampionátu 2006 v Assenu získal bronzy v disku a oštěpu a zlato v kouli. Na MS 2011 v Christchurchi závodil v kouli, kde získal bronz, po závodě byl ale překlasifikován do kategorie s menším postižením a o medaili přišel, dále v oštěpu (8. místo) a disku (15. místo).